# Distrito de Yonán

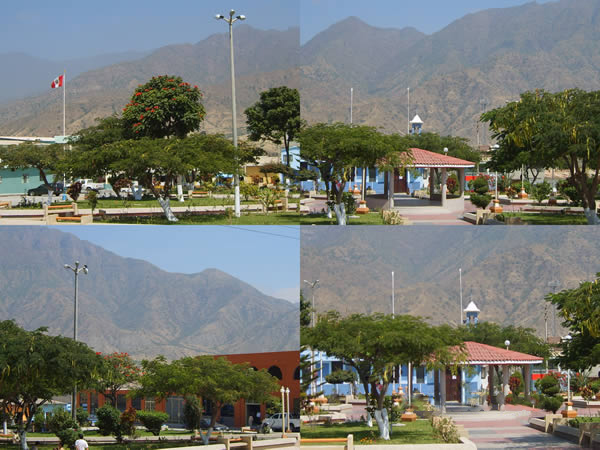
Plaza Central de Tembladera

El Distrito de Yonán es uno de los ocho distritos de la provincia de Contumazá ubicada en el departamento de Cajamarca, bajo la administración del Gobierno regional de Cajamarca, en el norte del Perú.  
Desde el punto de vista jerárquico de la Iglesia católica, forma parte de la diócesis de Cajamarca, sufragánea de la arquidiócesis de Trujillo.

## Historia
La existencia  de este Distrito data desde la época preincaica con influencia de las culturas, Caxamarca, Chavín, Gallinazo, Cupisnique, Mochica, Chimú e Inca y por las reducciones es posible que haya sido creada por el año de 1582 como Santísima Trinidad de Chetú; la historia según los cronistas, Pedro de Cieza de León (1543) y el padre de la Calancha (1639) estuvo de paso por el actual sector de Tembladera rumbo a la histórica  Caxamarca (Bustamante Villans a AS. 1,834:10). En el siglo XVII el Obispo de Trujillo Baltazar Martínez Compañón en una visita que realiza a Chilete menciona el paso de las Tembladeras, que es una planta acuática pequeña que existía en la zona y por el continuo movimiento era llamada “Tembladera”; pero no precisó en sus datos si verdaderamente es un centro poblado. En un censo de 1813 correspondiente a la doctrina de Santísima trinidad – Anexo Santa Catalina, se hace referencia de varios poblados del sector entre estos Tembladera, Chungal, Montegrande además Yonán; a Tembladera se le asigna una población de 10 hombres  y 05 párvulos más 5 mujeres y 5 párvulos (Panorama estadístico de Cajamarca) en los años de 1813 – 1836 Cajamarca – 1972; cabe señalar como el primer Poblador al Trinitario Don Santos Núñez Bazán el 5 de octubre de 1810.
La construcción y funcionamiento de la línea del ferrocarril de Pacasmayo a Chilete y la Viña, autorizada por RS. Del 30 de septiembre  de 1870 cuando era mandatario de la Nación el Coronel EP. José Balta y ministro de la Hacienda Don Nicolás de Piérola, no causa efectos en el desarrollo del centro poblado  no es considerado como punto importante pese al trabajo concluido que lo ejecutó Don Enrique Meiggs quien entregó la línea ferroviaria al servicio en julio de 1874 se mencionan los tramos principales: Pay Pay, Montegrande; Chungal, Yonán; Llallán, Chilete en esta secuencia no aparece Tembladera, en una posterior relación de tarifas del ferrocarril (1890) se menciona a Tembladera situada a 62 km. De Pacasmayo, pero no aparece como estación principal.
El 11 de octubre de 1904 es designada Villa en el Gobierno del Dr. José Pardo y Barrera. El 26 de noviembre de 1917 es elevada a la categoría de la “Ciudad de la Villa de Tembladera” Capital del Distrito de Trinidad por Ley N.º 2513 promulgada por el presidente del Perú Dr. José Pardo y Barrera.
Germán Estiglish en su Diccionario geográfico del Perú de 1922 menciona entre los Distritos de la Provincia de Contumazá, La trinidad con su Capital tembladera.
Al referirse a Tembladera en otro acápite manifestó que situado a tres leguas de Pampa Larga y que tiene 786 habitantes además es caserío
En 1941 se empieza la construcción de la carretera de Pacasmayo a Cajamarca y se termina en junio de 1945 con una inversión de S/.4’094.761.81 durante el Gobierno de Don Manuel A. Odría desempeñando el cargo de ministro de Fomento y Obras Públicas el teniente Coronel José del Carmen Cabrejos, significando el más importante aporte para el crecimiento urbano de tembladera porque permite la expansión de la ciudad a lo largo de la vía, actualmente el jirón de Cajamarca, convirtiéndose de esta manera en el núcleo intermedio más destacable entre Pacasmayo y Chilete función absorbida por Yonán cuando aún funcionaba la línea férrea.
El mayor incentivo de crecimiento demográfico fue cuando se inició la explotación de las Canteras de Cementos Norte Pacasmayo propiciando el asentamiento de nuevas familias, establecimiento y configuración en el área comercial de paso.
La creación como capital del Distrito de Yonán fue realizada por Ley N.º 15046 del 5 de junio de 1964, promulgada por el presidente de la República el arquitecto Belaúnde Terry, privilegio meritoriamente logrado.
Fue fundado el 5 de octubre de 1810 según referencias documentadas por su primer habitante don Santos Núñez Bazán, hijo de Juan Núñez y Petrona Bazán. A su muerte, numerosas familias del distrito de Trinidad (Fundado un 3 de junio de 1583, por la orden religiosa de Los Jesuitas) emigraron al paraje Tembladera y tomaron posesión en las tierras comunales de toda la vega del río y la margen derecha en Chinguión, el paraje de Tembladera, Las Pampas de Chungal, Las Pampas de Montegrande, Los Leones, Gallito Ciego, Paraje Casa de Torta y otros; a partir de ahí sería poblada de numerosos vivientes comuneros.

## Geografía
Localización Geográfica:
Latitud Sur:   7°15′8.82″ S
Longitud Oeste:  79°7′48.18″ O
Ubicación:
```
En el 
departamento de Cajamarca, provincia de Contumazá, país: Perú
.- (junto al Distrito de Nanchoc en la provincia de San Miguel) comparten los puntos más bajos del departamento 
(420 m.s.n.m)
 lugar acogedor, heredero de una gran historia, habitado por gente trabajadora muy amable y humilde.
```

Límites:
El distrito de Yonan, tiene una extensión de 547.25 km² y sus límites son: 
Por el Norte con el distrito de San Gregorio (San Miguel) y Talambo (Chepén - La Libertad). 
Por el Sur con el distrito de Cupisnique. 
Por el Este con los distritos de Chilete y Tantarica. 
Por Oeste con el distrito de San José (Pacasmayo - La Libertad). 
División:
El distrito de Yonan-Tembladera, cuenta territorialmente con dieciséis (16) caseríos que se encuentran dispersos en su jurisdicción, encontrándose en la parte alta Yubed, Yatahual, El Pongo, Pampa Larga, Yonán Nuevo y Yonán Viejo y en la parte baja Huacas, Gallito Ciego, Pay Pay, El Mango, Ventanillas, La Florida, El Prado, Tolón, Cafetal y Pitura.
Clima
La posición geográfica de Yonán – Tembladera determina su clima cuya altitud influye en la cantidad de energía solar, en la inclinación de los rayos solares que inciden sobre el lugar durante el día y la noche en diferentes épocas del año dando lugar a que este sea cálido, templado con diferenciales de temperatura cuyo promedio puede establecerse en 24 °C oscilando entre 35 °C de día y 15 °C durante la noche; se observa ausencia de lluvias salvo en períodos ocasionales por el fenómeno de El Niño.
La humedad relativa presenta ciertas variaciones en relación con la precipitación y temperatura, hay cierta tendencia de humedad en los meses de julio y agosto.

## Acerca del nombre Yonán
La Obra Monográfica del Distrito de Yonán - Tembladera (José Mercedes Huaylla Bonifaz) suscribe:
... Con respecto a la traducción de la palabra Yunga Chimú “Aion-An” de cuya palabra se deriva el nombre Yonán ...
El Historiador y traductor José Almicar Torres refiere el significado: “Aion”: Aquella y “An”: Casa. Los Yungas Chimú, aposentados en el paraje de los petrogrlifos de Santa Clara, miraron hacia el norte hacia las verticales peñas del río y contemplaron una cueva grande como salón y a esta cueva llamaron “Aion-An” en su lenguaje Yunga Chimú, y luego anota; que cuando llegaron los españoles al paraje en vez de decir “Aion-An” simplemente dijeron Yonán y se generalizó este nombre hasta hoy.

## Atractivos Turísticos
Museo de sitio de San Isidro: El museo alberga bienes culturales arqueológicos recuperados durante los trabajos realizados en el área que hoy ocupa la Represa de Gallito Ciego. Lun a vie 7 a. m. a 1 p. m. y 4 a 6:30 p. m.. Jr Junin 105.

## Instituciones y organizaciones
Autoridades existentes en el distrito: 
En el distrito de Yonán existen las siguientes autoridades: alcalde, gobernador, fiscal provincial adjunto, teniente gobernador, mayor de la PNP, párroco, jefe del centro de salud, jefe de ES SALUD, jefe de la sede agraria, jefe INRENA, jefe de SENASA, jefe del Banco de la Nación. En sus caseríos cuenta con Agentes Municipales y Tenientes Gobernadores. 
Instituciones que trabajan en el distrito:
Municipalidad, Gobernación, Establecimientos de Salud del MINSA y ES SALUD, Policía Nacional, Fiscalía Provincial, Parroquia, Instituto Superior Tecnológico Agropecuario, Instituto Superior Pedagógico Público, Sede de la Universidad Privada César Vallejo de Trujillo, Programa de Educación a Distancia Interamericano, Institución Educativa Pública Secundaria "San Isidro", Institución Educativa Pública Primaria N.º 82566, 82567, 82568; Institución Educativa Pública Inicial N.º 019 y 079; Escuela Primaria de Adultos N.º 83011, CEOGE - Tembladera, Centro de Educación Especial "Señor de los Milagros" y Juzgado de Paz Letrado. 
Organizaciones Sociales y Productivas en el distrito: 
•  Comités de Vaso de Leche 
•  Comité de Pescadores "San Isidro Labrador" 
•  Comité de Mototaxistas "San Isidro Labrador" 
•  Comedor Parroquial "Teresita Zelada" 
•  Comunidad Asociación Guadalupana de Niños Indigentes 
•  Asociación de Confeccionistas, Tejedoras y Artesanas "Santa Teresita del Niño Jesús" 
•  Club de Leones de Tembladera
.  Club Social Deportivo "Municipal"
•  Club Cultural Deportivo "Huracán" 
•  Club Deportivo "Defensor Tembladera" 
•  Asociación de Panaderos 
•  Comedores Populares

## Recursos y potencialidades

### Recursos mineros
El distrito de Yonán cuenta con recursos mineros no metálicos (piedra, caliza y arcilla) que sirven de materia prima para la elaboración del cemento, material que es aprovechado por la Empresa Cementos Pacasmayo S.A.A.

### Recursos hídricos
El suelo que forma parte del distrito de Yonán es irrigado por las permanentes aguas del río Jequetepeque alcanzando un caudal máximo en época de lluvias. 
Con el propósito de almacenar las descargas de este río, cuyo volumen depende la agricultura del valle, se construyó la Represa Gallito Ciego cuyo nombre total es Proyecto Especial Jequetepeque - Zaña (Pejeza) con una capacidad de embalse de 480 millones de m³ de agua, con 16 km de extensión y un espejo de agua de 15,5 km.

## Actividades económicas

### Actividades económicas
Principales Cultivos: el cultivo que predomina en todo el distrito de Yonán, es el sembrío de arroz, maíz, camote, frijoles, hortalizas y árboles frutales, sobresaliendo el arroz y el mango. 

### Actividades pecuarias
Existe un considerable porcentaje de habitantes en el distrito (especialmente en la zona rural) que se dedican a la crianza de ganado y animales menores, como actividad económica principal para su sostenimiento, predominando la crianza de ganado vacuno, equino, ovino, caprino, porcino, aves de corral y cuyes. 

### Actividades artesanales
La actividad artesanal en el distrito de Yonán se realiza en baja escala, entre ello se puede mencionar: Tejidos a croché, tejidos a palillo, confección de redes para pesca artesanal.

### Agroindustria y transformación
Los importantes recursos agrícolas con los que cuenta el distrito de Yonán son los frutales, principalmente el mango, que en la actualidad es exportado a los países de Europa y los Estados Unidos, en la zona no existe una planta de procesamiento para darle un valor agregado a estos productos. 
El distrito de Yonán cuenta con bastante producción agrícola que no lo aprovecha en la industria por falta de plantas de procesamiento por ejemplo para las mermeladas, jugos, néctares y otros, en la actualidad se está cultivando uva y lúcuma con fines de exportación.
La población del distrito de Yonán se dedica principalmente a las actividades agropecuarias, principalmente al cultivo de arroz, maíz, frijol, frutales y a la crianza de animales mayores en menor escala como son aves de corral, cerdos, ganado vacuno, caprino y otros.
Los principales productos que se comercializan son productos agrícolas entre ellos están el arroz, maíz, frejol y mango abasteciendo el mercado nacional e internacional. Asimismo se comercializa aves de corral, ganado vacuno y caprino, los días domingos principalmente.

## Autoridades

### Municipales
- 2023 - 2026
  - Alcalde: Juan Almanzor Córdova Jauregui, de Alianza para el Progreso.
  - Regidores:

  1. Jorge Francisco Astolingon Díaz (Alianza para el Progreso)
  2. yuly Melissa Fonseca Dávalos (Alianza para el Progreso)
  3. Juan Carlos Vásquez Cabanillas (Alianza para el Progreso)
  4. Karen Mondragon Quiroz (Alianza para el Progreso)
  5. Iván Alexander Bardales Namoc(Cajamarca Siempre Verde)

### Policiales
- Comisario:     PNP.